# Den danske Spiseguide
Den danske Spiseguide er en dansk guide med anmeldelser og anbefalinger af omkring 300 restauranter i Danmark. Den blev første gang udgivet i 1978 af Bent Ole Christensen. Guiden udkommer årligt som bog og app.

## Historie
Bent Ole Christensen kørte rundt i Danmark for at spise på restauranter, men manglede et sted hvor han kunne finde og dele tips til gode steder. Derfor kontaktede han den franske Michelinguiden, om de ikke ville udkomme med danske restauranter. Franskmændene afviste dog, da de ikke mente at det gastronomiske niveau i Danmark, berettigede til at komme i guiden. Derfor kontaktede han japanske Toyo Tire & Rubber Company, en konkurrerende dækproducent til Michelin, og de var med på at skabe Toyo-guiden. Den første guide udkom i 1978, og havde under 100 danske restauranter med, der var bedømt fuldstændig på samme måde som i Michelinguiden. Igennem årene har guiden ændret navn nogle gange på grund af nye navnesponsorer som Eurocard, Hjulcenteret og senest Gudme Raaschou Bank.
Udover at udgive guiden, har Den danske Spiseguide siden 1992 hvert år uddelt priserne som "årets bedste" i kategorier som mad og vin, dessert, tjenere, chefkokke og helhedsoplevelser.